# Tom Mutters
Tom Mutters (* 23. Januar 1917 in Amsterdam; † 2. Februar 2016 in Marburg, Hessen) war der niederländische Begründer der Lebenshilfe. Er gilt als „Vater“ der Lebenshilfe. Zusammen mit Eltern und Fachleuten gründete er am 23. November 1958 in Marburg die Bundesvereinigung Lebenshilfe für das geistig behinderte Kind e. V. (heute: Bundesvereinigung Lebenshilfe e. V.), deren Geschäftsführer Tom Mutters 30 Jahre lang war.

## Leben
Tom Mutters wurde von 1934 bis 1936 zum Volksschullehrer ausgebildet. Von 1936 bis 1938 war er Angestellter der Nederlandse Artillerie Inrichtingen und von 1940 bis 1945 Mitarbeiter der Stadtverwaltung Amsterdam. Von 1946 bis 1949 leitete er eine niederländische Filmbildstelle (ned.: „Filmonderwijs“). Ein Psychologiestudium nahm er 1958 auf.
Als UNO-Beauftragter für Displaced Persons – so der Ausdruck für Zwangsarbeiter, KZ-Häftlinge und andere Menschen, die von den Nazis verschleppt worden waren – lernte Tom Mutters in der Nachkriegszeit das Elend geistig behinderter Kinder in den Lagern und im hessischen Philippshospital in Goddelau kennen. Er sagte einmal: „In ihrer Hilflosigkeit und Verlassenheit haben diese Kinder mir ermöglicht, den wirklichen Sinn des Lebens zu erkennen, und zwar in der Hinwendung zum Nächsten.“
Tom Mutters hat die Lebenshilfe über Jahrzehnte geprägt und begleitet. Seine Vision der Inklusion behinderter Menschen aus den 1950er-Jahren spiegelt sich heute in der UN-Behindertenrechtskonvention wider, die seit 2009 behinderten Menschen in Deutschland uneingeschränkte Teilhabe garantiert und eine inklusive Gesellschaft einfordert.
Für sein Lebenswerk erhielt Tom Mutters zahlreiche Auszeichnungen. Zu seinem 70. Geburtstag wurde ihm im Jahr 1987 das Große Bundesverdienstkreuz verliehen und die Medizinische Fakultät der Philipps-Universität Marburg ernannte ihn im selben Jahr zum Ehrendoktor. In den Niederlanden wurde er in den Rang eines Offiziers im Orden von Oranien-Nassau erhoben. Ihm zu Ehren wurde 1996 die Lebenshilfe-Stiftung „Tom Mutters“ ins Leben gerufen und bundesweit tragen zahlreiche Lebenshilfe-Einrichtungen seinen Namen. Die Stadt Marburg benannte die Straße des Sitzes des Lebenshilfe-Vereins  2017 in Tom-Mutters-Straße um.
Tom Mutters lebte zuletzt mit seiner Frau Ursula in Marburg. Gemeinsam haben sie vier erwachsene Söhne. Sein Sohn Frank ist seit 2012 mit Guido Maria Kretschmer verpartnert und seit 2018 mit ihm verheiratet.

## Straßennamen nach Mutters
- Tom-Mutters-Straße, 35041 Marburg
- Tom-Mutters-Straße, 37339 Leinefelde-Worbis
- Tom-Mutters-Weg, 59063 Hamm.
- Tom-Mutters-Straße, 67346 Speyer
- Tom-Mutters-Weg, 38723 Seesen